# Nicola Calì

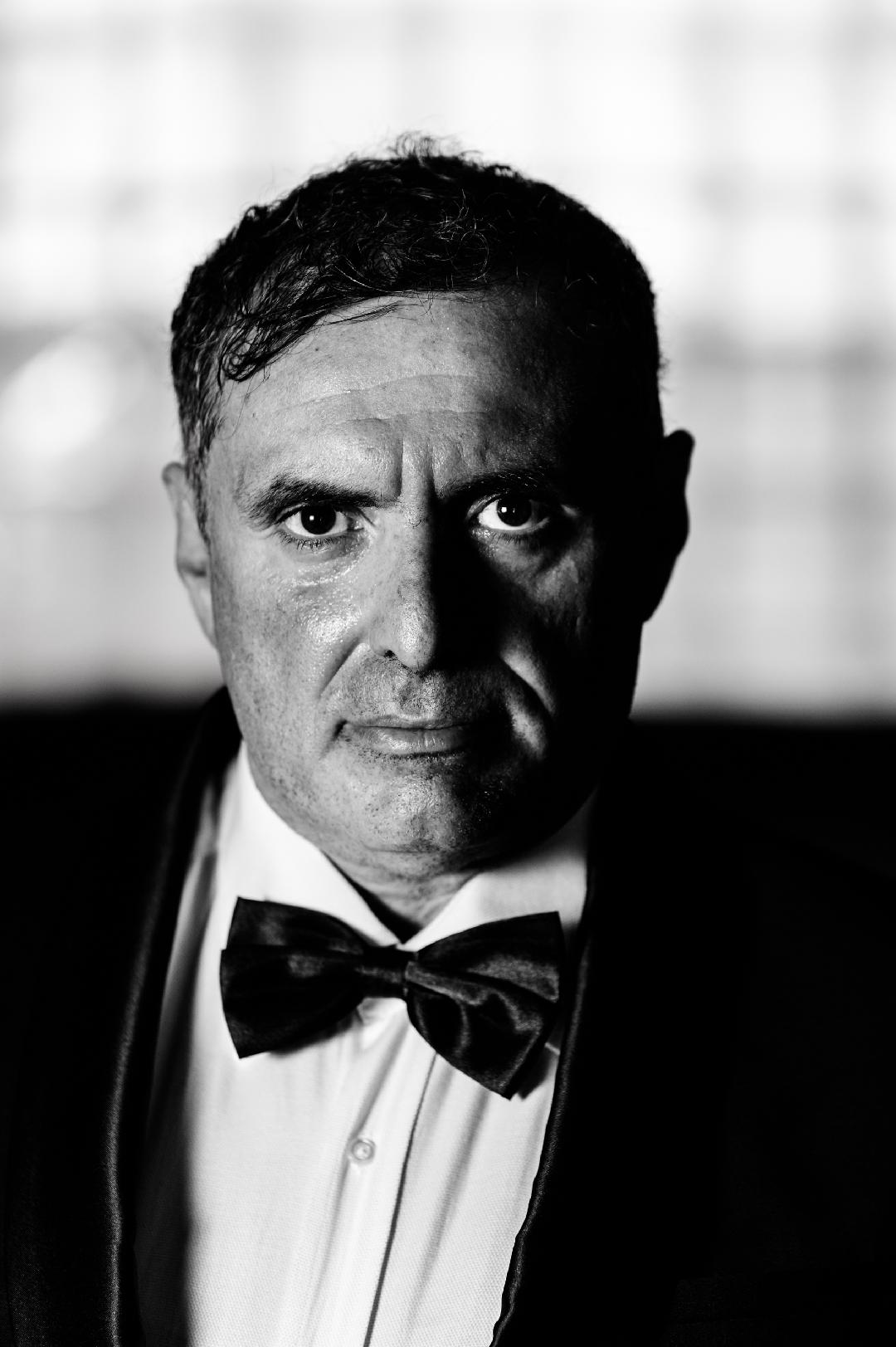
Nicolà Calì, foto di Andrea Paguni

Nicola Calì (Messina, 19 luglio 1971) è un attore e regista italiano.

## Biografia
Debutta nel 1989 come attore teatrale ne L'uomo dal fiore in bocca di Luigi Pirandello, quindi è protagonista in L'avvenire è nelle uova di Eugène Ionesco e in altri spettacoli teatrali. Dal 1994 al 1996 partecipa al corso di recitazione tenuto da Beppe Randazzo presso il Teatro Vittorio Emanuele di Messina. In quegli anni è attore in Teatroteca dello stesso Randazzo e in una versione comica di Edipo re, adattamento sempre di Randazzo, in cui interpreta Tiresia.
Nel 1995 esordisce alla regia cinematografica con il documentario A Soqquadro (in co-regia con Massimo Coglitore), mentre nell'estate del 1997 si cimenta nella prima regia teatrale con Le farfalle nello stomaco, andato in scena a Torino. Nello stesso anno firma la sceneggiatura del cortometraggio Uomo di carta, per la regia di Massimo Coglitore. Nel 1998 tocca al suo primo cortometraggio, Tre case, che vince, tra l'altro, il Messina Film Festival.
Negli anni la sua attività teatrale e cinematografica procede parallelamente:  lo spettacolo teatrale "Malacarne", di cui è attore e regista, nel 2005 viene rappresentato anche al teatro Argot di Roma; nel 2007 scrive e dirige il lungometraggio L'infernale Litterio, con Enrico Guarneri come protagonista, distribuito in diecimila copie in DVD nelle edicole siciliane con il quotidiano “La Sicilia"; nel 2008 scrive e dirige al Teatro greco di Tindari Hieros, con guest star Anna Galiena e Luigi Maria Burruano; nel 2009 cura il casting in Sicilia per il cortometraggio in 3D Il volo del regista Wim Wenders. Realizza un cameo nel film
Amiche da morire di Giorgia Farina con Claudia Gerini, Sabrina Impacciatore e Cristiana Capotondi, nonché in Shakespeare horror story di Daniele Gonciaruk.
Nel 2019 interpreta il ruolo del boss mafioso Totò Riina nell'ultimo film di Marco Bellocchio Il traditore. Il film viene ammesso in concorso alla settantaduesima edizione del Festival di Cannes, oltre a vincere sette Nastri d'argento e sei David di Donatello.

## Filmografia

### Attore
- Amiche da morire, regia di Giorgia Farina (2013) - cameo
- Il traditore, regia di Marco Bellocchio (2019)